# Коломенское
Коло́менское — бывшее дворцовое село и царская резиденция (с 1640 года). 10 октября 1923 года был основан музей-заповедник русского деревянного зодчества «Коломенское», включающий территории Коломенского и соседней деревни Дьяковское. В 1960-е годы Коломенское вошло в состав Москвы, в настоящий момент располагается к югу от его центра и входит в состав Московского государственного объединённого художественного историко-архитектурного и природно-ландшафтного музея-заповедника (МГОМЗ).

## История

### XIV—XVI век
По мнению историка Михаила Тихомирова, название села произошло от финно-угорского термина «коломище», обозначающего место массового захоронения. Согласно другой версии, Коломенское основали спасающиеся от нашествия монголо-татар жители Коломны, взяв за основу название своего города. Первые упоминания о Коломенском содержатся в духовной грамоте Ивана Калиты от 1339 года, документ представляет собой старейшую из известных великокняжеских духовных грамот. В 1370—1380-х имение принадлежало его внуку князю Владимиру Серпуховскому. Известно, что возвращаясь с победы на Куликовском поле Дмитрий Донской проезжал через Коломенское, где князь Владимир Серпуховской, тоже участник Куликовской битвы, прозванный за доблесть в сражении Владимир Храбрый, организовал для него торжественную встречу.
В 1532 году князь Василий III в честь рождения сына Ивана заложил в Коломенском церковь Вознесения Господня, построенную по проекту итальянского архитектора Петрока Малого. В этом храме Иван IV в 1564-м совершал двухнедельное богомолье, после окончания которого объявил о начале опричнины.
Исследователи предполагают, что к концу XVI века в Коломенском появились жилые постройки: об этом свидетельствуют упоминания «трёхдневного пира», проведённого в честь Василия III в день освящения церкви Вознесения, а также сведения о ныне утраченном увеселительном дворце Ивана Грозного. Во время опричной войны один из дружинников Генрих фон Штаден упоминал, что для захвата дворца потребуется отряд в 1500 человек.
Коломенская местность из-за близости к центру города в XV—XVII веках регулярно использовалась войсками, нападавшими на Москву, как временный стан. Так, в 1407 году в поселении был разбит лагерь хана Едигея, а в 1605-м в селении расположилась армия Лжедмитрия I. В 1606 году в Коломенском также останавливались войска Ивана Болотникова во время крестьянской войны.

### XVII век
В начале XVII века в Коломенском началось строительство Государева двора, в состав которого вошёл деревянный дворец, каменная зимняя домовая церковь Казанской богоматери, а также комплекс хозяйственных построек. На въезде в усадьбу располагались многоярусные Передние ворота с примыкающими к ним палатами. В это время Коломенское обрело черты усадебного владения и стало любимой летней резиденцией царя Алексея Михайловича. В самом селе и приписанных к нему деревнях жили плотники, конюхи, мостовщики, часовых дел мастера, а также садовники, обслуживающие дворцовое хозяйство.
В 1662 году Коломенское стало центром Медного бунта. Восставшие направились к двору Алексея Михайловича с требованиями выдать им на расправу бояр. Десятитысячное войско подавило бунт ценой тысячи жизней.
В 1666 году Алексей Романов построил в Коломенском новый деревянный дворец, состоящий из более чем 270 комнат. В течение последующего столетия вокруг нового дворца возвели церкви, караульни и палаты, а царскую усадьбу обнесли забором.
В Коломенском провёл детство Пётр I, впервые посетивший резиденцию в трёхлетнем возрасте в 1675 году. Царская семья часто приезжала в усадьбу, однако редко останавливалась надолго, предпочитая проводить время в Воробьёве и Преображенском. В Коломенском будущий император устраивал бои потешных войск, впоследствии составившие основу регулярной армии. Начиная с 1690 года Пётр I путешествовал до Коломенского на яхте по Москве-реке. После каждого из его Азовских походов в Коломенском собирали войска для торжественного вступления в Москву.
В XVII веке Коломенское стало хозяйственно-административным центром дворцовой Коломенской волости. В её состав входило четыре присёлка и десять деревень с населением более 700 мужчин. Большую роль в экономике волости того времени играли садовый и парковый ансамбли, на территории которых действовали три сада — Вознесенский, Казанский и Дьяковский. В имении занимались рассадой дубов, вязов, черёмухи, лип, пихт и кедров. Яблоки из Вознесенского сада поставлялись к царскому столу.

### XVIII—XIX век
Несмотря на перенос столицы в Санкт-Петербург в начале XVIII века, государи продолжали останавливаться в Коломенском во время поездок в Москву, а их двор регулярно достраивался. Так, в 1767 году по указу Екатерины II деревянный дворец Алексея Михайловича был снесён. Вместо него напротив северного фасада церкви Вознесения в 1766—1767 году был построен новый четырёхэтажный дворец, спроектированный князем П. В. Макуловым. Здание было возведено с использованием материалов бывшего дворца Алексея Михайловича, нижние этажи нового здания были каменными, а верхние — деревянными. В 1768 году был перестроен ансамбль Передних ворот, над палатами Сытного двора, Полковничьих и Приказных палат был надстроен второй этаж, приспособленный под кухни и хозяйственные помещения нового дворца.
Екатерининский дворец в свою очередь был перестроен в 1825 году по проекту архитектора Евграфа Тюрина. В результате проведённых работ здание было полностью разобрано и перенесено на берег Москвы-реки. В этом же году на территории усадьбы посадили две липовые аллеи, соединяющие Спасские и Передние ворота.

### XX—XXI век
К началу XX века Коломенское стало религиозным центром округи — на территории усадебного имения находилось более четырёх действующих канонических церквей. Вместе с тем, Коломенское с прилегающими деревнями Новинки и Нагатино, считалось одним из центров подмосковного старообрядчества, здесь располагались многочисленные моленные дома старообрядцев. Однако после революции 1917 года большинство храмов и все моленные дома были закрыты. А в более поздние советские годы разорены и старинные захоронения старообрядцев.
В 1924 году реставратор и архитектор Пётр Барановский выступил с инициативой по созданию в Коломенском музея деревянной архитектуры под открытым небом. По инициативе Барановского воссоздали церкви Вознесения, Усекновения главы Иоанна Предтечи, Георгиевскую колокольню, а также Передние и Спасские ворота[страница не указана 506 дней]. Помимо сохранения усадебных построек, под руководством Барановского в Коломенское были перевезены башня из Николо-Корельского монастыря и Моховая башня Сумского острога. В это же время музейные работники начали коллекционировать произведения русского искусства: живопись, изделия из дерева, металла, старопечатные и рукописные книги, а также изразцы и другие предметы прикладного искусства.
Во время строительства канала имени Москвы в 1932—1938 годы, в Нагатине начали функционировать лагеря Дмитровлага, один из них располагался в Коломенском, на месте нынешней пристани, где содержалось духовенство. Изначально, в 1932 году, именно в это место прибывали баржи с заключёнными для строительства Шлюза 10. В память о них, у Восточного входа в парк, где находятся места массовых захоронений, был установлен, а потом снесён Поклонный Крест.
C 1933 года в Коломенском работал хранителем музея-заповедника известный фотограф старины Барщевский Иван Фёдорович.
В 1933 году Барановский был арестован за помощь в организации музея в Троицком Болдинском монастыре. Освободили его через 3 года. В 1938 году реставратор обратился к президиуму Академии архитектуры СССР с «Программой организации музейного городка народной архитектуры». Однако против Барановского выступила Н. К. Крупская, на тот момент заменявшая пост заместителя наркома просвещения РСФСР. В своём отзыве на проект расширения музея Крупская назвала его «чудовищным мероприятием», отметив, что «всесоюзный отбор» и «своз характерных деревянных построек» из разных мест связан с их предварительным разрушением и отрывом от естественной обстановки.
Вновь к программе Барановского правительство Москвы вернулось в 1960 годы, когда возник интерес к массовому сселению неперспективных деревень Нечернозёмья. Для сохранения памятников деревянной архитектуры правительство решило развивать сеть музеев под открытым небом, но концепция снова вызвала возражения среди деятелей культуры.
Весьма спорная затея – спасать памятники, вывозя их в музеи под открытым небом, затея жестокая <...> При создании этих музеев непоправимо разрушается северно-русский ландшафт, его историзм, его поэзия, словом, его жизнь. А изъятые из своей среды, столпившиеся бессмысленно все эти храмы, мельницы, избы теряют конечность своего бытия. В них как бы умирает душа, как умирает она в ландшафте, откуда они были похищены.Художник Николай Пластов
В результате Барановский в 1970-е годы вместе с другими членами Архитектурной секции Центрального совета Всероссийского общества памятников истории и культуры П. П. Ревякиным и Л. М. Лисенко создали комплексную систему по разработке охраны культурного наследия и природы.
Во время активной застройки Нагатина 1960—1970 годов Коломенское также ожидали перемены — по территории музея и его набережной, должны были пройти две автомобильные трассы. Благодаря усилиям П. Д. Барановского и других защитников Коломенского, проекты были свёрнуты, однако набережную успели закатать в бетон, что привело к двум серьёзным оползням под Храмом Вознесения из-за купирования выхода родников.
Основу экспозиции музея-заповедника составили привезённые в разное время предметы архитектуры XVII—XVIII веков: хозяйственная постройка из села Преображенское под Москвой, Проездные ворота Николо-Корельского монастыря, сторожевая башня Братского острога, построенного енисейскими казаками, а также домик Петра I из-под Архангельска. Историк И. М. Гостев в результате архивного исследования установил, что светлицы 1702 года не сохранились, а в Коломенском хранится произвольная реконструкция из остатков дворца 1709—1710 годов, построенного для Петра I, в котором он никогда не был.
К Олимпийским играм 1980 года власти города издали указ о полной реставрации архитектурного комплекса Коломенское. Тогда было уничтожено одно из самых древних кладбищ Москвы — Дьяковское кладбище. Следующую масштабную реставрацию инициировал Минкульт Москвы в 2003—2005 годах. В 2010 году был восстановлен дворец Алексея Михайловича, в состав которого вошло 26 теремков, 270 комнат с более чем 3000 окнами.
С 2012 года на ярмарочной площади в Коломенском проводятся крупнейшие в России ярмарки мёда.
- Зарисовка дворца Екатерины II, начало XIX века
- Дворец Екатерины II в Коломенском работы Фёдора Алексеева, 1800-е
- Коломенское в 1800 году. На переднем плане — церковь Казанской Божией Матери
- Работа С. Аликосова «Вознесенская и Предтеченская церкви в селе Коломенское», 1879 год
- Василий Верещагин «Троицын день. Село Коломенское», 1875 год
- Портрет Алексея Михайловича работы неизвестного художника, XVII—XIX век
- Керамическое панно XVII века
- Части Львиных ворот, 2007 год
- Сад в Коломенском, 2009 год
- Старинный колодец в Коломенском, 2009 год
- Домик Петра I в Коломенском
- Восстановленный Коломенский дворец, 2010 год
- Аллеи на территории усадьбы, 2013 год

## Здания и сооружения музея-заповедника «Коломенское»
| Иллюстрация | Название                                              | Год       | Описание |
| ----------- | ----------------------------------------------------- | --------- | --- |
|             | Церковь Вознесения Господня                           | 1528—1532 | Православный храм относится к Даниловскому благочинию Московской епархии. Здание было возведено Василием III в честь рождения сына Ивана IV. Церковь Вознесения Господня считается первым каменным шатровым храмом на территории современной России. |
|             | Храм Усекновения Главы Иоанна Предтечи в Дьякове      | 1550-е    | Один из немногих сохранившихся многостолпных храмов XVI века, состоящий из пяти восьмигранных изолированных друг от друга столбов. Считается, что храм был построен Василием III в качестве «моленного», в нём царь просил о даровании ему наследника. |
|             | Казанская церковь                                     | 1649—1653 | Возведение церкви было приурочено к рождению наследника престола Дмитрия Алексеевича, когда было установлено общецерковное почитание Казанской иконы Божией Матери. Изначально храм был построен как домовой и соединялся переходом с царским дворцом. В настоящее в нём хранится Державная икона Божией Матери. |
|             | Церковь Георгия Победоносца c колокольней и трапезной | 1600—1648 | Колокольня современной церкви была построена в начале XVI века и принадлежала рядом расположенному храму Вознесения. Исследователи предполагают, что в конце XVII века колокольню перестроили в церковь. В 1840—1842 годах деревянная часть была разобрана, а на месте старой трапезной была возведена современная церковь Святого Георгия Победоносца. |
|             | Водовзводная башня                                    | 1670-е    | Водовзводная башня построена во второй половине XVII века. В 1675 году Мастер Богдан Пучин установил в башне водовзводный механизм, подававший воду в Государев двор. Второе назначение башни — проездные ворота в Вознесенский сад и село Дьяковское. |
|             | Передние ворота                                       | 1671—1673 | Изначально ворота служили парадным въездом в царскую усадьбу. Состоят из четырёх ярусов и завершаются башней с восстановленным в 1994 году гербом Российской империи. В звоннице башни размещаются колокола часового боя, а над арками — Органная палата. В настоящее время в памятнике располагаются музейные экспозиции. |
|             | Полковничьи палаты                                    | XVII век  | В годы правления Алексея Михайловича в здании располагался штаб полка, охраняющий дворец. |
|             | Приказные палаты                                      | 1672      | Приказные палаты были построены на месте деревянной Приказной избы, в них располагались кабинеты управляющего усадьбой и его помощников. |
|             | Сытный двор                                           | XVII век  | Здание является одной из главных сохранившихся построек хозяйственного комплекса усадьбы. Первое упоминание относится к 1680 годам. |
|             | Задние ворота                                         | XVII век  | Изначально ворота служили въездом в хозяйственный двор резиденции, а в XVIII веке стали главным входом на территорию усадьбы. В XIX веке на вершину ворот были вмонтированы вензели Петра I. В 1814 году ворота были разобраны, а в 1868-м — восстановлены. В 2001—2003 годах их отреставрировали. |
|             | Караульни                                             | XVII век  | Караульни у Спасских и Передних ворот были восстановлены в 2007 году. |
|             | Стена Кормового двора                                 | XVII век  | Стена была возведена одновременно с Спасскими воротами, в 2000—2003 годах Комитет по культурному наследию Москвы исследовал остатки укреплений. |
|             | Стена Хлебенного двора                                | XVII век  | Хозяйственная постройка, используемая для приготовления хлеба. |
|             | Ограда Государева двора                               | XVII век  | Стена примыкает к Спасским воротам и представляет собой сохранившиеся фрагменты Ограды Государева двора. |
|             | Часовой столб (Челобитный столб)                      | 1667—1670 | Столб расположен на месте Коломенского дворца Алексея Михайловича. По одной версии, столб использовался для вывешивания царских приказов и прошений граждан. Согласно другой, в качестве основы солнечных часов. Во время Отечественной войны 1812 года сооружение сильно пострадало. |
|             | Башня Братского острога                               | 1659      | Крепостное сооружение было построено в 1631 году казаком Максимом Перфильевым на реке Ангара, острог имел большое значение как сторожевой путь к завоеванию Забайкалья. С утратой военного значения сторожевой пункт перестроили в село Братско-Острожное. Одна из башен была разобрана и перевезена в Коломенское. |
|             | Башня Сумского острога (Моховая)                      | XVII век  | Единственное сохранившиеся деревянное оборонительное сооружение, оставшееся от крепости, построенной на реке Сума на средства Соловецкого монастыря. В разобранном виде её доставили в Коломенское ещё в 1930 годы, однако собрали только в начале 2000-х. |
|             | Башня Николо-Корельского монастыря                    | 1698      | Башня стала единственным строением, сохранившимся от Николо-Корельского монастыря, построенного в устье Северной Двины в XIV—XV веке. В результате пожара 1798 года большинство построек монастыря были уничтожены. |
|             | Домик Петра I                                         | 1702      | Деревянный дом, построенный для Петра I напротив Новодвинской крепости на острове Маркова во время его визита в Архангельск. В нём император проживал в течение двух с половиной месяцев, наблюдая за строительством крепости. В 1710 году домик был повреждён принесёнными водой льдинами, после чего его перенесли на форштадт Новодвинской крепости, в 1877 году дом был перевезён из крепости в Архангельск, а в 1934 году — в Коломенское. Впоследствии исследователи установили, что музейный экспонат представляет собой произвольную реконструкцию из материалов от разборки двухэтажного дворца 1709—1710 года, в котором Пётр I никогда не был. |
|             | Хозяйственная постройка (Медоварня)                   | XVIII век | Изначально постройка находилась на территории Николаевского Единоверческого монастыря, в помещениях готовились блюда на медовой основе. В 1923 году монастырь был упразднён, а в 1927-м здание медоварни было перенесено на территорию Коломенского. |
|             | Дворцовый павильон 1825 года                          | 1825      | Павильон является единственной сохранившейся на территории музея частью утраченного дворца императора Александра I. Павильон был возведён в стиле ампир, а главный фасад украшен дорическим портиком. В 2005—2006 годах здание отреставрировали. |
|             | Садовые ворота                                        | XIX век   | Ворота были возведены из кирпичей разобранных построек XVII столетия и выполняют роль входа в Вознесенский сад. |
|             | Памятный столб-часовня                                | XIX век   | Памятный знак, поставленный крестьянами в деревне Шайдорово в честь отмены крепостного права реформой Александром II. В 1980 году знак перевезли в Коломенское, а в 2005-м отреставрировали. |
|             | Водяная мельница на реке Жуже                         | 2007      | Построена в 2007 году по образцу деревянных водяных мельниц XIX века. |
|             | Деревянная церковь Георгия Победоносца                | 1685      | Двухъярусная сосновая церковь, построенная на берегу реки Ёрги в XVII веке, в 2008—2011 годах перевезена в Коломенское. |
|             | Деревянный дворец царя Алексея Михайловича            | 2008—2010 | Реконструированный дворец Алексея Михайловича, воссозданный по сохранившимся планам и обмерам на территории бывшей деревни Дьяковское за Голосовым оврагом. Строение представляет собой экстерьерный макет постройки в натуральную величину, в котором также частично воссозданы интерьеры. Конструкция и пропорции здания решены в соответствии с чертежами, сделанными по указу Екатерины II. |
|             | Голландский домик Петра I                             | 2000-е    | Экстерьерный и интерьерный макет домика Петра I в Заандаме. Подарен России правительством Королевства Нидерландов в рамках проведения в 2013 году перекрёстного года российско-нидерландского сотрудничества. |

### Археологические памятники
- Дьяково городище (V—IV вв. до н. э.) — древнейшее известное поселение людей на территории Москвы, после поселения индоевропейцев-фатьяновцев в Царицынском парке[44]
- Хлебный и кормовой дворы (XVII века) — сохранившиеся хозяйственные постройки бывшего Государева двора
- Борисов камень (XII века) — гранитный камень, используемый как пограничный знак владений Полоцкого князя Бориса в верховьях Западной Двины. Найден в начале XIX века, а в 1879-м — передан Историческому музею в Москве. В 1920 годы был установлен в Коломенском[45]
- Половецкая каменная баба (XI—XII веков) — надмогильный памятник над курганом половца-кумана. Скульптура была найдена в XIX веке и перевезена в Коломенское в 1930 годы[46].

### Природные памятники
- Родники «Кадочка»
- «Девичий камень»
- «Голова коня»
- Голосов овраг
- Дубовая роща, возраст 12 деревьев по научным оценкам — более 600 лет, у трех самых древних дубов возможно — более тысячи[47][48]

### Реки и ручьи
На территории Коломенского находятся несколько ручьёв, самый большой Голосов ручей, текущий в Голосовом овраге. Также в Москву-реку рядом с Восточным входом в парк впадает река Жужа.

## В культуре
Коломенское упоминается в различных поэтических произведениях, в частности, в стихотворении «Церковь Вознесения Господня» Бориса Чичибабина.
Возле церкви Вознесения Господня снимались финальные сцены фильма «Достояние республики». На фоне Передних ворот и Полковничьих палат снимались эпизоды фильма «Семейное счастье». В фильме «Отпуск за свой счет» (CCCP-ВНР, 1982) на фоне церкви Вознесения показан фрагмент концерта Ансамбля Дмитрия Покровского. В фильме «Подсолнухи» с Софи Лорен и Марчелло Мастроянни (СССР-Италия-Франция, 1970) показаны Спасские ворота и ещё существовавшая в то время деревня около ворот (снесена в 1978 году).
В 2021 году на аллее парка проведена стендовая выставка фотоматериалов, связанных с запечатлением объектов музея-заповедника в кино — «Коломенское в кинематографе». На экспозиции представлены кадры из фильмов «Крылья холопа», «Путёвка в жизнь» (в Коломенском — сцена беспорядков), «Иван Грозный», «Хованщина», «Достояние республики», «Тени исчезают в полдень», «Руслан и Людмила», «Зеркало» (кадры обрыва в детских воспоминаниях героя), «Кузнечик», «В начале славных дел», «Прости меня, Алёша» (реж. И. Бабич, 1984), «Борис Годунов», «Гардемарины, вперёд!» (в Коломенском — монастырь игуменьи Леонидии), «Сибирский цирюльник», а также карта, на которой отмечены места съёмок этих фильмов и других, не включённых в экспозицию.

## В филателии
- Почтовый блок 2014 год. 100 лет музею-заповеднику «Коломенское» (надпечатка нового номинала «63 р.»
- Почтовый блок 2023 год. 100 лет музею-заповеднику «Коломенское»

## Награды
- Почётный циркуляр Московской городской думы (11 декабря 2019 года) — за заслуги перед городским сообществом и в связи с юбилеем[53].